# Sekundærbegravelse
Sekundærbegravelse betegner i arkæologien den situation (enten enkelttilfælde eller som kulturelt/religiøst begrundet skik), at en afdøds levninger efter et stykke tid tages op af graven og begraves eller bisættes igen. I nogle kulturer var/er sekundærbegravelse en udbredt norm, eller i alt fald anvendt for udvalgte afdøde. Når knogler lægges i ossuarier drejer det sig næsten altid om en sekundærbegravelse.